# 塞镇 (萨瓦省)
塞镇（法語：Séez，法語發音：[se]）是法国萨瓦省的一个市镇，属于阿尔贝维尔区。

## 地理
塞镇（45°37'22"N, 6°48'3"E）面积42.55 平方千米，位于法国奥弗涅-罗讷-阿尔卑斯大区萨瓦省，该省份为法国东部省份，历史上为薩伏依的一部分，北起上萨瓦省，西接伊泽尔省和安省，南部和东部与上阿尔卑斯省和意大利接壤。
与塞镇接壤的市镇（或旧市镇、城区）包括：拉蒂勒、圣莫里斯堡、蒙瓦勒藏、维拉罗热。

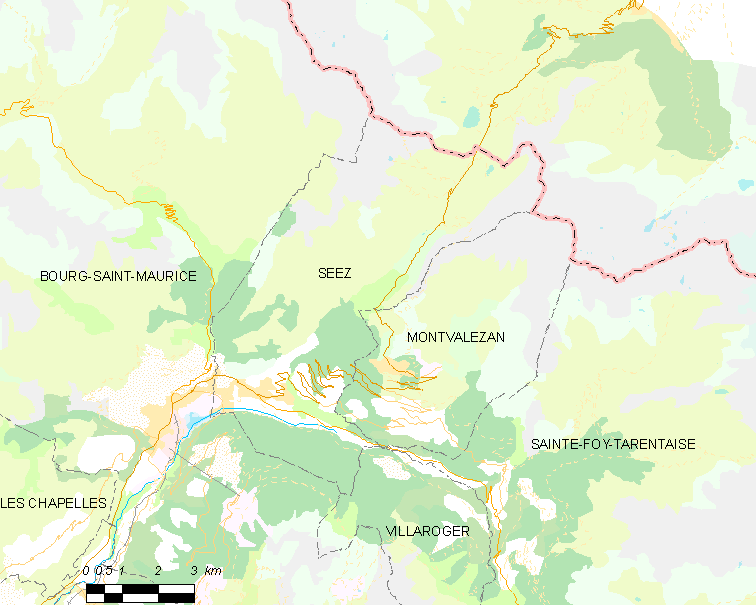
的OSM定位图

塞镇的时区为UTC+01:00、UTC+02:00（夏令时）。

## 行政
塞镇的邮政编码为73700，INSEE市镇编码为73285。

## 政治
塞镇所属的省级选区为圣莫里斯堡县。

## 人口

1962-2008年间人口变化图示

塞镇于2022年1月1日时的人口数量为2460人。